# Ilhabela
Ilhabela, és un municipi-arxipèlag marí brasiler, de l'estat de São Paulo. La població estimada és de 26.000 habitants, forma part de la microregió de Caraguatatuba. És un dels quinze municipis paulistes considerat com estância balneária i té un dels paisatges més accidentats de la regió costanera brasilera.
Té un aspecte general muntanyós format pel massís de São Sebastião i Maciço da Serraria, a part de l'accidentada Península de Boí. L'Ilha de São Sebastião, destaca com un dels accidents geogràfics més elevats i sobresortits del litoral paulista.
És la segona illa marítima més gran de l'arxipèlag brasiler, després de l'illa de Santa Catarina tot i que per molt poc, i la tercera si hi comptessim les fluvials.
Està a 205 km de la capital de l'estat, São Paulo i a 140 km de la frontera amb l'estat de Rio de Janeiro.
És un municipi molt turístic, en una paradisíaca illa.
L'illa de São Sebastião està separada del continent pel canal do Toque-toque, que té prop de 18 km, d'extensió i de 2 a 5 km d'amplada depenent del lloc.
Un dels fets destacats de l'illa, és el predomini de la Mata Atlàntica, essent la serra d'Ilhabela coberta per la floresta latifoliada tropical humida de costa. És un dels municipis on més està preservat aquest bioma. Els programes urbanístics són restrictius al voltant del Parque Estadual de Ilhabela.
Ilhabela és considerada com la capital de la vela.

## Història

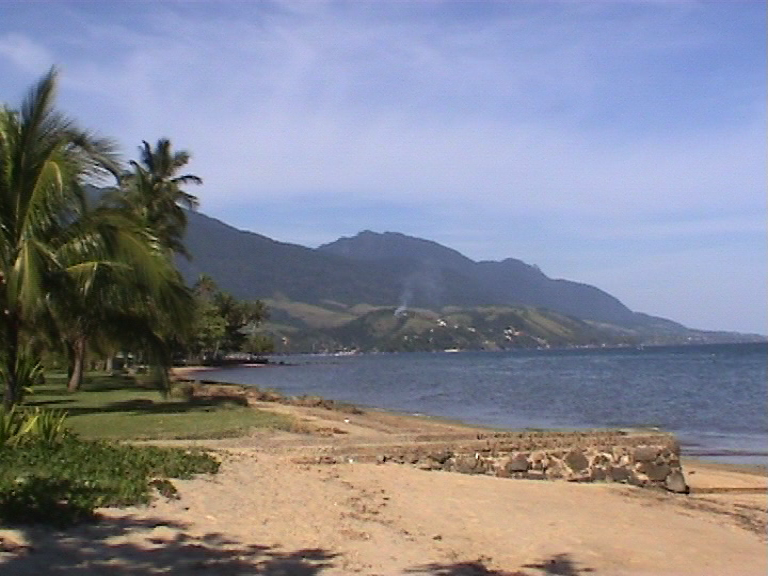
Ilhabela

Va ser descoberta pels europeus, per Gaspar de Lemos el 1502, en concret el 20 de gener, portant a bord el cosmògraf italià Amerigo Vespucci. Els habitants autòctons eren els Tupí-Guaraní.
La seva història, va molt lligada a la història de São Paulo.
El 1636, es fundà la Vila de São Sebastião, què s'independitzà de Santos, i també incloïa l'illa São Sebastião.
Al Segle XIX, l'illa tenia 3.000 habitants.
Durant la dictadura de Getúlio Vargas canviaren el nom de la vila a Formosa. La disconformitat de la gent va fer tornar a Ilhabela.

## Parque Estadual de Ilhabela
Ilhabela és una Parque Estadual, des del 20 de gener de 1977, per la protecció del paratge natural, que inclou el 78% de l'Illa.
Està declarat com Reserva de la Biosfera per la UNESCO, per la protecció de la Mata Atlàntica que és un dels biomes més amenaçats del planeta.

## Turisme
El Turisme és el motor econòmic de l'illa, cada any creix el nombre de turistes. Ilhabela és coneguda per les seves platges, salts d'aigua, senders i borraxudos (petit mosquit).

## Clima

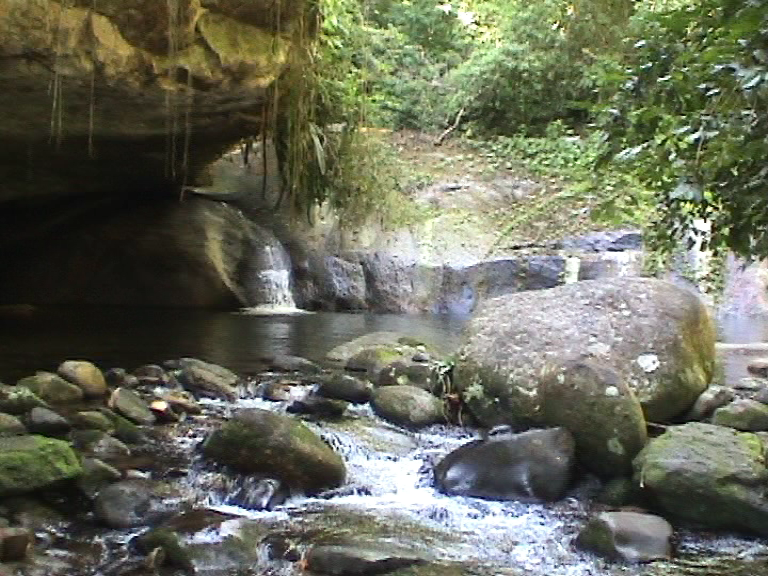
Mata Atlàntica - Cachoeira da toca

L'Illa de São Sebastião té un relleu molt accentuat, amb muntanyes amb més de mil metres d'alçada. Aquestes formacions de gran alçada fan de barrera pels vent carregats que venen del mar, és per això, que tot i amb característiques de clima tropical, el clima de la regió, és un clima subtropical amb presència de masses d'aire calent i fred simultàniament ben distribuïdes durant l'any.
El clima ve determinat per la posició geogràfica sota el tròpic de Capricorn que fa que tingui característiques tropicals i subtropicals amb grans tendències per les pluges, especialment a l'estiu.

## Salts d'Aigua (Cachoeiras)
- Cachoeira Três Tombos
- Cachoeira da Friagem
- Cachoeira do Couro do Boi
- Cachoeira Bananal
- Cachoeira da Toca
- Cachoeira Água Branca
- Cachoeira da Lage Preta
- Cachoeira do Gato
- Cachoeira Pancada d'Água
- Cachoeira do Veloso
- Cachoeira do Areado
- Cachoeira da Lage

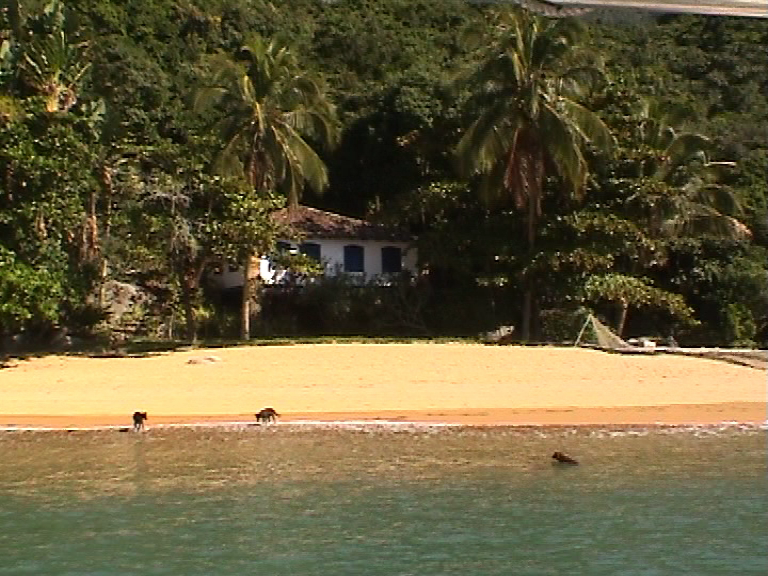
Praia da fome

Existeixen actualment 360 salts d'aigua registrats, aquestes són les principals

## Illes i Illots
Illes: Ilha de Búzios, Sumítica, Pescadores, Serraria, Castelhanos e Ilha de Vitória.
Illots: Lagoa, Figueira, Anchovas, Ilha das Cabras, Ilhote das Calhetas.

## Muntanyes i pics

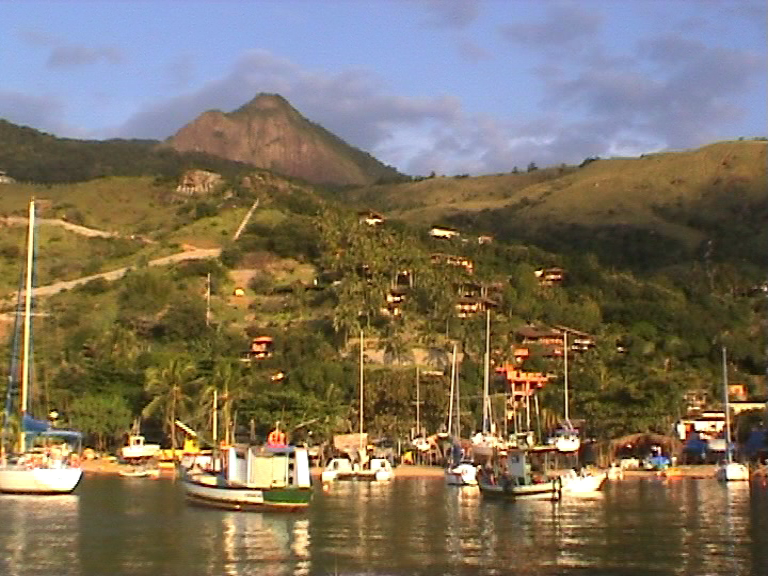
Port

- Pico de São Sebastião 1.378
- Morro do Papagaio 1.307 m
- Pico da Serraria 1.285 m
- Pico do Ramalho 1.205 m
- Pico do Baepi 1.048 m

## Com anar-hi
Des de São Paulo, els accessos poden fer-se per la Via Dutra, Rodovia Ayrton Senna/SP-170 i Rodovia Carvalho Pinto (Fins São José dos Campos), Rodovia dos Tamoios/SP-99 (Fins São Sebastião).
Per anar de São Sebastião a Ilhabela es fa per barques administrades pel Dersa i la travessia triga uns quinze minuts.